# Eleonora Goldoni
Eleonora Maria Goldoni (Finale Emilia, Módena, Italia, 16 de febrero de 1996) es una futbolista italiana. Juega como delantera y actualmente milita en el U. S. Sassuolo de la Serie A de Italia. Es internacional con la selección de Italia.

## Trayectoria
Se formó en el Finale Emilia. En 2009, firmó con el New Team Ferrara, donde se quedó seis años: comenzó en la cuarta categoría y en la temporada 2012-13 logró ganar el campeonato, la copa y la supercopa regional, consagrándose como la máxima artillera con 57 goles. Además, contribuyó a la victoria del New Team Ferrara en el campeonato de fútbol sala UISP con 110 tantos. En la temporada 2013-14, fue la máxima artillera de la Serie B (segunda división), con 25 goles.
En 2014, se inscribió en la East Tennessee State University (ETSU) de Johnson City, Tennessee, donde se incorporó al equipo universitario de fútbol femenino, compitiendo en la Division I, Southern Conferenced, de la National Collegiate Athletic Association (NCAA). En los Estados Unidos fue la máxima artillera de las temporadas 2015-16 y 2016-17 y fue incorporada en el First All Conference Team por cada temporada desde 2015 a 2018.
En julio de 2019, fichó por el Inter de Milán de la Serie A italiana, donde jugó una sola temporada. El año siguiente, fue contratada por el Napoli Femminile de la misma división, con el que marcó su primer gol en la Serie A, el 7 de noviembre de 2020, ante el Milan.

## Selección nacional
Disputó varios partidos en las categorías inferiores de la selección italiana (Sub-17, Sub-19 y Sub-23). En 2018, fue convocada por primera vez a la selección mayor por Milena Bartolini; debutó el 6 de abril, en el partido ante Moldavia. Con la selección universitaria participó en la Universiada de Nápoles 2019 (3 goles y 4 presencias).